# 1945 en musique
| \| • Retour à la chronologie générale de la musique populaire • \| |
| XXIe siècle • XXe siècle • XIXe siècle • XVIIIe siècle XVIIe siècle • XVIe siècle • XVe siècle • XIVe siècle XIIIe siècle • XIIe siècle • XIe siècle • Xe siècle IXe siècle • VIIIe siècle • Haut Moyen Âge • Rome • Grèce |
| • Retour à la chronologie générale de la musique populaire • |

| • Retour à la chronologie générale de la musique populaire • |

| Années de la musique populaire : 1942 - 1943 - 1944 - 1945 - 1946 - 1947 - 1948    |
| Décennies de la musique populaire : 1910 - 1920 - 1930 - 1940 - 1950 - 1960 - 1970 |

Cet article présente les faits marquants de l'année 1945 en musique.

## Évènements
- 16 janvier : Rentrée sur scène d’Édith Piaf au théâtre de l’Etoile à Paris. Yves Montand est à ses côtés.
- 3 février : Charles Trenet à Bobino.

## Naissances
- 10 janvier : Rod Stewart, chanteur de rock britannique
- 4 février : Polad Bülbüloğlu, chanteur azerbaïdjanais.
- 6 février : Bob Marley, célèbre auteur-compositeur-interprète jamaïcain de reggae († 11 mai 1981).
- 25 février : Herbert Léonard (Hubert Loenhard), chanteur français († 2 mars 2025).
- 26 février : Mitch Ryder, chanteur de rhythm and blues américain. * 18 mars : Eric Woolfson, auteur-compositeur écossais, membre d'Alan Parsons Project.
- 30 mars : Eric Clapton, guitariste, chanteur et compositeur de blues britannique.
- 14 avril : Ritchie Blackmore, guitariste du groupe anglais Deep Purple.
- 24 avril : Dick Rivers, chanteur français, (ancien membre du groupe de rock Les Chats sauvages) († 24 avril 2019).
- 25 avril : Björn Ulvaeus, guitariste chanteur et compositeur du groupe suédois ABBA.
- 2 mai : Judge Dread, chanteur de ska et de reggae britannique († 13 mars 1998).
- 11 mai : Jean Sarrus, chanteur et acteur français du groupe Les Charlots († 19 février 2025).
- 29 juin : Little Eva, chanteuse pop américaine († 10 avril 2003).
- 31 Juillet : Vic Laurens, chanteur et membre du groupe de rock , Les Vautours.
- 16 août : Sheila (Annie Chancel), chanteuse française.
- 18 août : Vince Melouney, musicien australien.
- 19 août : Ian Gillan, chanteur/compositeur du groupe anglais Deep Purple.
- 6 septembre : Sami El Djazairi chanteur algérien († 3 avril 1987).
- 13 octobre : Christophe, chanteur français.
- 15 novembre : Anni-Frid Lyngstad, membre du groupe suédois ABBA.
- 25 décembre : Noel Redding, bassiste de The Jimi Hendrix Experience († 11 mai 2003).

## Principaux décès
- 18 septembre : Blind Willie Johnson, chanteur et guitariste de gospel blues.